# Fodiator rostratus
Fodiator rostratus är en fiskart som först beskrevs av Günther, 1866.  Fodiator rostratus ingår i släktet Fodiator och familjen Exocoetidae. IUCN kategoriserar arten globalt som livskraftig. Inga underarter finns listade i Catalogue of Life.